# Плъхове и териер, № 3
"Плъхове и териер, № 3" (на английски: Rats and Terrier No. 3) е американски късометражен ням филм от 1894 година на режисьора и продуцент Уилям Кенеди Диксън, заснет от компанията на Томас Едисън, Едисън Манюфакчъринг Къмпъни. Кадри от филма не са достигнали до наши дни и той се смята за изгубен.